# Rodrigo Ruiz (Fußballspieler, 1972)
Rodrigo Patricio Ruiz de Barbieri (* 10. Mai 1972 in Santiago) ist ein ehemaliger chilenischer Fußballspieler und -trainer. 2020 nahm er zusätzlich die mexikanische Staatsbürgerschaft an. Der Angreifer absolvierte sieben Länderspiele und wurde auf Vereinsebene mit Santos Laguna mexikanischer Meister.

## Karriere

### Verein
Rodrigo Ruiz, aufgrund seiner Geschwindigkeit auch Pony genannt, begann seine Karriere 1992 in seiner Heimat bei Unión Española, wo er bereits seit dem Alter von neun Jahren in der Jugend gespielt hatte. Mit den Hispanics wurde der Offensivakteur 1992 und 1993 Pokalsieger. 1994 wechselte er auf Wunsch von Alfredo Tena, Trainer von Club Puebla, nach Mexiko. Bis Mitte 1996 spielte er dort und schloss sich dann den Toros Neza unter Trainer Enrique Meza an. Nach seinem Wechsel zu Santos Laguna 1999 folgte die erfolgreichste Station seiner aktiven Fußballkarriere. Mit dem Klub aus Torreón wurde er in der Saison Verano 2001 Meister. 2005 war er kurzzeitig an den CF Pachuca verliehen, bestritt dort aber kein Spiel. 2007 wechselte Pony zum Tecos FC, kehrte aber 2010 nochmal zu Santos Laguna zurück. Im Februar 2011 bestritt der Chilene sein 600. Ligaspiel in der Liga MX. Im Dezember 2010 kündigte er seinen Rücktritt für Sommer 2011 an, wechselte aber dann noch einmal zu Tecos. Dort verlor er seinen Stammplatz in der Clausura 2012 und trat im Juni 2013 endgültig vom Profifußball zurück.

### Nationalmannschaft
Rodrigo Ruiz debütierte im September 1993 für die chilenische Nationalmannschaft beim Freundschaftsspiel gegen Spanien. 1995 spielte er bei Copa Centenario del Fútbol Chileno zur Vorbereitung auf die Copa América 1995 und erzielte beim 3:1-Erfolg gegen Neuseeland den 3:1-Treffer. Auch zur Copa América wurde der Angreifer in den Kader der La Roja berufen und kam bei der 0:4-Niederlage gegen Argentinien in der ersten Halbzeit zum Einsatz. Chile wurde mit nur einem Punkt Gruppenletzter und schied aus. Sein letztes Spiel im Nationaltrikot bestritt er bei der 1:3-Niederlage in der Qualifikation zur Weltmeisterschaft 2002 gegen Peru.

### Trainer
Nach seinem Karriere als Spieler blieb Rodrigo Ruiz in Mexiko und trainierte von 2015 bis 2019 den Tecos FC. 2017 stieg er mit dem Klub in die Segunda División auf. 2020 wurde er Trainer bei den Lobos de la BUAP, wo er aber nicht lange blieb. 2020 bis Mai 2022 war er bei Irritilas tätig und verließ den Klub, um beim erst 2022 gegründeten Klub Los Cabos United in der Liga Premier tätig zu werden. Im Juli 2024 legte er sein Amt aus persönlichen Gründen nieder.

## Erfolge
Unión Española
- Chilenischer Pokalsieger: 1992, 1993

Santos Laguna
- Mexikanischer Meister: Verano 2001

## Sonstiges
Ruiz nahm 2020 zusätzlich zur chilenischen auch die Staatsbürgerschaft von Mexiko an, nachdem er schon seit 1994 im Land aktiv als Spieler und Trainer war.
Mario Gómez, einer der 33 geretteten Bergarbeiter beim Grubenunglück von San José, ist der Cousin seiner Schwiegermutter.